# Get You Down
Get You Down è un singolo del musicista britannico Sam Fender, pubblicato il 8 settembre 2021.

## Video musicale
Il video musicale è stato diretto da Hector Dockrill.

## Tracce
1. Get You Down – 4:23